# القاعدة في سيناء
القاعدة في سيناء أو القاعدة في شبه جزيرة سيناء أو قاعدة الجهاد في شبه جزيرة سيناء هو فرع من تنظيم القاعدة ينشط في سيناء. عقب الثورات العربية، زاد النشاط الكبير لتنظيم القاعدة في شمال أفريقيا، حيث نشط تنظيم «القاعدة في بلاد المغرب الإسلامي»، ثم تبعه ظهور جديد للقاعدة في سيناء، تحت مسمى «أنصار الجهاد في سيناء»، حيث أثار ظهور هذا التنظيم الكثير من المخاوف، منها على سبيل المثال، عودة العنف الديني المسلح من جديد، وكذلك عودة العمليات الإرهابية التي عانتها مصر فترة طويلة من الزمن، بعد أن تم القضاء عليها. وقد تمثل الظهور الإعلامي الرسمي للقاعدة في مصر، من خلال بيان صدر عن جماعة أطلقت على نفسها «جماعة أنصار الجهاد في سيناء»، وهو بيان مبايعة لزعيم تنظيم القاعدة أيمن الظواهري.
واحتوى البيان الصادر بتاريخ  23  يناير 2012 ، ما نصه  «إلى أميرنا الحبيب، وشيخنا المفضال، أبي محمد أيمن الظواهري، حفظك الله ونصرك وأعانك، من جنودك في سيناء الحبيبة في أرض الكنانة، نبايعك على السمع والطاعة في المنشط والمكره، والعسر واليسر، وأثرة علينا، فارم بنا حيث شئت، فلن ترى ولن تسمع منا إلا ما تقر بها عينك، وتشفي بها صدرك، فلن نقر ولن نستسلم إلا على آخر قطرة من دمنا في سبيل الله، وحتى يحكم الإسلام بعون الله تعالى. وفقكم الله شيخنا الحبيب المجاهد إلى ما فيه الخير للإسلام والمسلمين، ونسأل الله أن يحفظكم بحفظه، وأن يحفظ قادة الجهاد في كل مكان إنه ولي ذلك والقادر عليه»، واختتم البيان بتوقيع» جنودكم في جماعة «أنصار الجهاد في جزيرة سيناء».

## تاريخ
تاريخ تنظيم القاعدة منذ تأسيسه النصف الثاني من الثمانينات بالقرن المنصرم حين طلب المتوفي عبد الله عزام من المتوفي أسامة بن لادن عمل حصر بالمجاهدين العرب في سجلات تتضمن مسار تحركهم للتعرف والسيطرة على اعداد المجاهدين. بمعنى عمل قاعدة بيانات للمجاهدين العرب، ومن هنا جاء مسمى التنظيم.
عقب انتهاء الحرب في أفغانستان وانسحاب القوات الروسية وتعرض المجاهدين العرب لبعض الهجمات أسفرت احداها عن قتل القيادي عبد الله عزام وعودة القيادي أسامة بن لادن إلى السعودية وما لاقاه من تضييق امني وتمكنه من مغادرة السعودية وقيامه والقيادي أيمن الظواهري بالاشراف على معسكرات تدريب المجاهدين العرب في مختلف البلاد والتوسع في بلاد أخرى· خلال فترة التسعينات، تمكن التنظيم من التواجد في بعض الدول العربية والأفريقية وتمكن التنظيم خلال تلك الفترة من القيام ببعض الأعمال العدائيه في الصومال والسعودية وبعض الدول الأخرى.
خلال عام 1998 حدث تحول استراتيجي في توجه التنظيم حيث تم الاعلأن عن تأسيس الجبهة العالمية لمحاربة اليهود الأمريكان والنصارى بمعرفة قيادات التنظيم أسامة بن لادن وأيمن الظواهري ورفاعي طه (أحد أبرز قيادات الجماعة الإسلامية والذي كان له موقف واضح معا رض لمبادرة وقف العنف التي اطلقتها الجماعة عام 1997) وبعض الشخصيات من باكستان وبنغلاديش. وجاء في الأعلان ان أهداف الجبهة تنحصر في محاربة اليهود الأمريكان حتى يتحرر بيت المقدس وخروج كافة القوات الأمريكية من دول الخليج وعلى راسها السعودية ويأتي هذا على خلفية التجاء السعودية إلى القوات الأمريكية ضد التهديدات العراقية في أعقاب اجتياح صدام حسين لدولة الكويت، وانزعاج القيادى أسامة بن لادن لهذه الخطوة والتي اعتبرها بداية لاحتلال المنطقة وتجنيس المقدسات الإسلامية. واكب ذلك قيام الدولة السعودية باسقاط الجنسية عن المذكور وتجميد أمواله بل امتد الأمر إلى الاتفاق مع بعض الأجهزة الاستخباراتية لتصفيته جسديا.